# کارمن سندیگو (مجموعه تلویزیونی)
کارمن سندیگو (انگلیسی: Carmen Sandiego) سریال اکشن ماجراجویی آمریکایی کانادایی براساس شخصیت بازی‌های کامپیوتری کارمن سندیگو است که از ۲۰۱۹ تا ۲۰۲۱ در ۴ فصل از نتفلیکس پخش شد. داستان این سریال در مورد دختری است که با یک سازمان خلافکاری می‌جنگد.
این داستان درمورد دختری است که از بچگی در سازمان بین المللی[vife international league evils:vile]بزرگ شده است او از جزیره فرار می‌کند و بر خلاف این سازمان کار می‌کند و در نهایت با آیوی[ivy]،زَک[zack]،بازیکن[player] همراه می‌شود و این سازمان خبیث را شکست می‌دهد.